# Il Messaggero
Il Messaggero ist eine überregionale italienische Tageszeitung mit Sitz in Rom.
Die 1878 gegründete Zeitung gehört zu den größten italienischen Tageszeitungen. 2020 lag die Druckauflage bei knapp 95.000 Exemplaren, zwei Drittel davon gingen an Abonnenten. Neben der überregionalen Ausgabe erschienen elf Regionalausgaben. Die Zeitung gehört zu Caltagirone Editore.